# Etelstano de Kent
Etelstano (morto em 852), o filho mais velho do rei Etelvulfo de Wessex, era rei de Kent em 839, sob a autoridade de seu pai. As ultimas versões da Crónica Anglo-Saxã descreve Etelstano como irmão de Etelvulfo, mas as versões A, B e C, e a Crónica de Etelveardo, afirmam que ele era filho de Etelvulfo. Alguns historiadores argumentam que é mais provável que ele fosse um irmão, incluindo Eric John, em 1966 e Ann Williams, em 1978. No entanto, em 1991, Ann Williams descreveu-o como filho de Etelvulfo, e este é agora geralmente aceite pelos historiadores, inclusive Frank Stenton, Barbara Yorke, e DP Kirby.
Quando Etelvulfo se tornou rei dos saxões ocidentais em 839 com a morte de seu pai, Egberto de Wessex, ele nomeou Etelstano para governar Kent, Essex, Surrey e Sussex. Ele é denominado rei na Crónica anglo-saxã e a crónica de Etelveardo chama-o de "Rei dos Moradores em Kent, dos saxões do leste, dos saxões do Sul e de Surrey". Ele atestou uma série de cartas de seu pai como rei nos anos de 840.
Em 851, Etelstano e o mordomo Ealhhere derrotaram uma frota viquingue e um exército em Sandwich, Kent, descrito por Frank Stenton como "a primeira batalha naval da história Inglês gravada". A morte de Ealhhere na batalha contra os viquingues ocorreu em 853. Etelstano não é mencionado depois de 851 e provavelmente morreu antes de Etelvulfo ir para Roma em 855, como ele não foi incluído no regime de governo do reino durante a ausência de seu pai.